# Первомайська сільська рада (Первомайський район, Алтайський край)
Первома́йська сільська рада (рос. Первомайский сельский совет) — сільське поселення у складі Первомайського району Алтайського краю Росії.
Адміністративний центр — село Первомайське.

## Населення
Населення — 5415 осіб (2019; 5519 в 2010, 6002 у 2002).

## Склад
До складу сільської ради входять:
| Населений пункт    | Населення, осіб (2002) | Населення, осіб (2010) |
| ------------------ | ---------------------- | ---------------------- |
| Волга, селище      | 220                    | 160                    |
| Голишево, село     | 265                    | 231                    |
| Новоповаліха, село | 374                    | 332                    |
| Первомайське, село | 5143                   | 4796                   |